# Oh Lieve Vrouwe Toren
Oh Lieve Vrouwe Toren is een Vlaams liedje van La Esterella uit 1953. Het lied is een ode aan de Onze-Lieve-Vrouwekathedraal van Antwerpen, de stad waar de zangeres geboren en getogen was. Muziek en tekst van het lied zijn van Jo Dante, pseudoniem van de uit Nederland afkomstige pianist, dirigent en componist Johnny Steggerda.
In 1988 nam La Esterella een nieuwe versie van het nummer op met arrangementen van Theo Breuls. Deze versie verscheen op de LP Liedjes die ik steeds graag zong.
In 2009 werd het lied opgenomen in de Eregalerij van het Vlaamse lied van Radio 2.